# Phalacroseris bolanderi
Phalacoseris es un género monotípico de plantas herbáceas perteneciente a la familia  Asteraceae. Su única especie: Phalacroseris bolanderi es originaria de Norteamérica, donde se encuentra en California, 

## Descripción
Es una planta herbácea perennifolia que alcanza los 10-45 cm de altura; con raíces pivotantes y carnosas, con peridermis negruzco. Tallos  erectos, simples, escapiformes, glabros. Las hojas son basales (en rosetas), pecioladas, láminas lineares a oblanceoladas (± carnosas), con los márgenes enteros. Involucros ± campanulados, de (3 -) 5-10 mm de diámetro. Brácteas de 8 a 25 en 2-4  series, basalmente connadas,  herbácea. Floretes de 13 a 35; con corola amarilla. Cipselas de color marrón con manchas más oscuras. Tiene un número de cromosomas de: x = 9.

## Taxonomía
Phalacroseris bolanderi fue descrita por Asa Gray y publicado en Proceedings of the American Academy of Arts and Sciences 7(2): 364. 1868.
Sinonimia
- Phalacroseris bolanderi var. bolanderi
- Phalacroseris bolanderi var. coronata H.M.Hall[3]